# Filipp Víguel
Filipp Filíppovich Víguel, también escrito como Philip Philipovich Weigel, (Simbujovo, óblast de Penza, 1786 - Moscú, 1856) fue un diplomático y noble ruso de origen sueco. Trabajó en el Ministerio de Asuntos Exteriores; acompañó Yuri Golovkin en su misión a China; presidió el departamento de religiones extranjeras y gobernó la ciudad de Kerch.
Víguel fue testigo de los acontecimientos más importantes del reinado de Alejandro I y trató con un gran número de prohombres de la cultura rusa, incluyendo sus compañeros de la Sociedad Arzamas, cómo Aleksandr Puishkin, que se burló suavemente de las inclinaciones homosexuales de Víguel en una epístola en verso.
Víguel es recordado principalmente por sus copiosas memorias, que cubren la historia de Rusia desde la época del emperador Pablo I hasta la revuelta polaca de 1830. Las memorias fueron publicadas por Mijaíl Katkov en 1864; la edición ampliada apareció el 1892 en siete tomos. Las memorias son muy detalladas, pero poco fiables en lo que concierne a los literatos prooccidentales, como Nikolai Gogol y Pyotr Chaadayev, a los que Vígel odiaba con pasión. Fue Vígel quien denunció a Chaadayev a las autoridades.